# 죽음의 의학적 정의
죽음의 의학적 정의(-醫學的定義)는 어느 시점에서 인간이 사망했다고 간주하는가를 둘러싼 법적인 논의. 민법, 형법 그 외의 법분야마다 논의가 있어, 최근은 장기 이식을 위한 뇌사자로부터의 장기 적출을 둘러싸고 논의가 일어나고 있다.

## 사망의 의의·효과
사망한 것에 의해서, 사람 (자연인)은 권리의 주체일 수 있는 지위를 잃는다.
형법 상에서는 살아 있는 사람은 살인죄·상해죄를 시작으로 하는 각종 범죄의 객체 (피해자)가 될 수 있다. 그러한 범죄의 가해자에 대해서는 중벌이 부과되는 것부터, 결과적으로 법에 따라 두껍게 보호된다. 그러나 사망하면, 살아 있는 사람을 보호하는 것을 목적으로 규정된 범죄의 객체가 되는 지위를 잃어, 낮은 레벨의 보호 밖에 받을 수 없게 된다 (명예 훼손 등의 일부의 법적 보호는 유족에게 인계되지만). 어느 시점에서 사망했는지를 따라, 범죄 행위자에 대한 처벌이 크게 다르게 된다.
예
예를 들어 몸을 손상시킨다는 행위에 대해 생각해 보자.
살아 있는 사람의 몸을 손상시키면 상해죄가 되어, 최고형은 징역 15년이다. 만약 그 과정에서 죽여 버리면 상해죄 또는 살인죄가 되어 사형이 될지 모른다. 그러나 벌써 죽어 버린 사람의 몸을 손상시켰다고 해도, 그것은 시체 파괴 등의 죄 밖에 되지 않고, 최고형은 징역 3년에 지나지 않는다.
민법 상은 사망에 의해서 권리능력을 상실해, 상속이 개시된다. 결혼했던 경우, 혼인은 해소된다.
일본의 호적법은 누군가가 사망했을 경우, 사망한 사람과 동거하고 있는 친족 등에게 7일 이내에 사망 신고를 내도록 요구하고 있다 (86조·87조).

## 주된 학설
법률에는 '사망'에 대한 명확한 정의는 없기 때문에, 사망의 정의는 오로지 학설에 의지하게 된다. 학설에는 이하의 것이 있다.

### 3징후설
구래부터의 사망 인정의 통설. '호흡의 불가역적 정지' '심장의 불가역적 정지' '동공 확산 (대광 반사의 소실)'의 3개의 징후를 가지고 사망한 것으로 한다.

### 뇌사설
장기 이식 등에 수반해 강하게 주장되고 있는 새로운 유력설. '뇌의 중추부를 포함한 전뇌의 불가역적 기능 상실 (이른바 뇌사)'를 가지고 사람의 죽음으로 한다. '장기의 이식에 관한 법률'은 이 생각에 근거해 입법되었다. 이 경우, 전술의 3징후설에는 들어맞지 않는다.

### 장기 이식과의 관계
장기 이식은 3징후설에 따르면 '심장이 아직 움직이고 있는, 살아 있는 사람'으로부터 장기를 골라내 최종적으로는 죽어 이르게 하는 것이며 (골라내진 것이 생명 유지에 빠뜨릴 수 없는 주요한 장기라면 더욱 더이다), 살인죄의 구성요건을 채울 가능성이 있다 (뇌사설에 서면, 벌써 죽어 있기 때문에, 겨우 외관적으로도 시체 파괴죄에 머물러, 또 정당 업무 행위이기 때문에 현실에는 범죄로는 되지 않는다).
'장기의 이식에 관한 법률' 등의 법정비, 뇌사 판정을 둘러싼 수속의 정비 등이 행해져 현재는 올바른 수속에 근거해 뇌사 판정이 이루어진 사람으로부터의 장기 적출은 살인죄에는 맞지 않는다는 견해가 유력하게 되고 있지만, 어디까지나 뇌사를 개체사라고는 인정하지 않는 입장에서는 때때로 살인죄로서의 고발이 이루어지는 등, 과도기적인 상황이 존재하고 있다. 2005년에는 '장기의 이식에 관한 법률'은 '뇌사도 죽음의 하나로서 인정한다'라는 입장에 서 있지만, 동의하지 않는 사람에 한해서 그 견해를 강제하지 않는 것에 따라, 대립하는 생각을 조정하고 있다.

## 죽음의 의학적 정의를 둘러싼 몇 개의 특칙
사망은 많은 경우 '해당자의 시체의 존재'로 확인할 수 있지만, 실종·행방 불명에 의해서 시체가 확인할 수 없는 경우에 대해서, 몇 개의 특칙이 설치되고 있다. 이러한 규정은 생사 불명의 사람이 있는 것에 의해서 관계자가 법적으로 불안정한 입장에 놓여지는 것을 막기 위한 것이다.
- 인정사망
- 실종선고

## 같이 보기
- 사람의 초기